# Arturo Brizio Carter
Arturo Brizio Carter (* 9. März 1956) ist ein ehemaliger mexikanischer Fußballschiedsrichter. Er ist insbesondere für seine Teilnahmen an der Weltmeisterschaft 1994 und der Weltmeisterschaft 1998 bekannt, bei denen er mit insgesamt sieben Platzverweisen einen Rekord aufstellte.

## Sportlicher Werdegang
Carter debütierte Mitte der 1980er Jahre auf internationaler Ebene, als er insbesondere Endrundenspiele für Nachwuchsnationalmannschaftsturniere wie die U-20-Weltmeisterschaft 1989 leitete. Nachdem er bei den Olympischen Sommerspielen 1992 vier Spiele inklusive eines Semifinals gepfiffen hatte, gehörte er zwei Jahre später bei der WM-Endrunde in den Vereinigten Staaten zu den ausgewählten Schiedsrichtern der CONCACAF. Insgesamt leitete er drei Turnierspiele, darunter das Eröffnungsspiel zwischen dem amtierenden Weltmeister Deutschland und Bolivien sowie das Achtelfinalspiel zwischen Nigeria und dem späteren Finalisten Italien. In jedem der drei Spiele sprach er dabei einen Platzverweis aus. Vier Jahre später pfiff er ebenfalls drei Spiele, wiederum mit der Begegnung Niederlande gegen Argentinien oblag ihm die Leitung einer Viertelfinalpartie. Im Turnierverlauf verwies er vier Spieler des Platzes, darunter eine rote Karte gegen Zinedine Zidane. In der Qualifikation zur Weltmeisterschaft 2002 kam er noch zum Einsatz, gehörte aber bei der WM-Endrunde in Asien nicht zu den fünf nominierten CONCACAF-Schiedsrichtern.
Hauptberuflich ist Carter Jurist.